# Izofluran
Izofluranul (scris și isofluran) este un anestezic general de tip eter halogenat, utilizat pentru inducerea și menținerea anesteziei generale. Este un lichid volatil și se administrează inhalator.
Se află pe lista medicamentelor esențiale ale Organizației Mondiale a Sănătății. Medicamentul a fost aprobat pentru uz uman în Statele Unite ale Americii în 1979.

## Utilizări medicale
- Anestezie generală, inducere și menținere[9][8]

## Reacții adverse
Poate produce deprimare respiratorie, hipotensiune arterială și aritmii. Un efect advers sever este hipertermia malignă.